# 爱德华·华林
爱德华·华林（英語：Edward Waring，1736年—1798年8月15日），出生于英格兰什罗普郡古希思，英国数学家。华林毕业于剑桥大学抹大拉学院，1760年获得盧卡斯數學教授席位，并一直保持到逝世。在著作《代数思想》（Meditationes Algebraicae）中，华林提出了后来被称为华林问题的命题。1763年，华林被任命为英国皇家学会院士。1784年，获得科普利獎章。

## 生平
华林的父亲约翰·华林是一个富有的农夫，他因而能在英格兰最古老也是最大的一所男子寄宿学校什鲁斯伯里中学度过中学时光。1753年3月24日，华林进入剑桥大学抹大拉学院就读。入学时华林得到了一笔奖学金，但代价是他要以仆人的身份在学校内工作。然而，他出色的数学才能很快给老师留下了深刻印象。1757年，华林以甲等考試第一名成绩得到剑桥理学学士学位。同时，华林开始撰写他最重要的著作《代数思想》。1760年，华林获得剑桥文学硕士学位，并在同一年被提名得到卢卡斯数学教授席位。1762年《代数思想》第一版发表。当时的名字是《分析杂说》(Miscellanea Analytica)，然而不久后出版的第二版便改名为《代数思想》。1763年，华林被提名为皇家学会院士。
1767年，华林以医学博士学位毕业。之后有一段时间里他在伦敦一些诊所中行医。然而，由于过度的近视和孤僻，他在1770年放弃了医生的职业。
1776年，华林与玛丽·奥斯威尔结婚。
1784年，华林获科普利獎章。1798年，华林在什罗普郡的彭特思伯里病逝。

## 参考资料

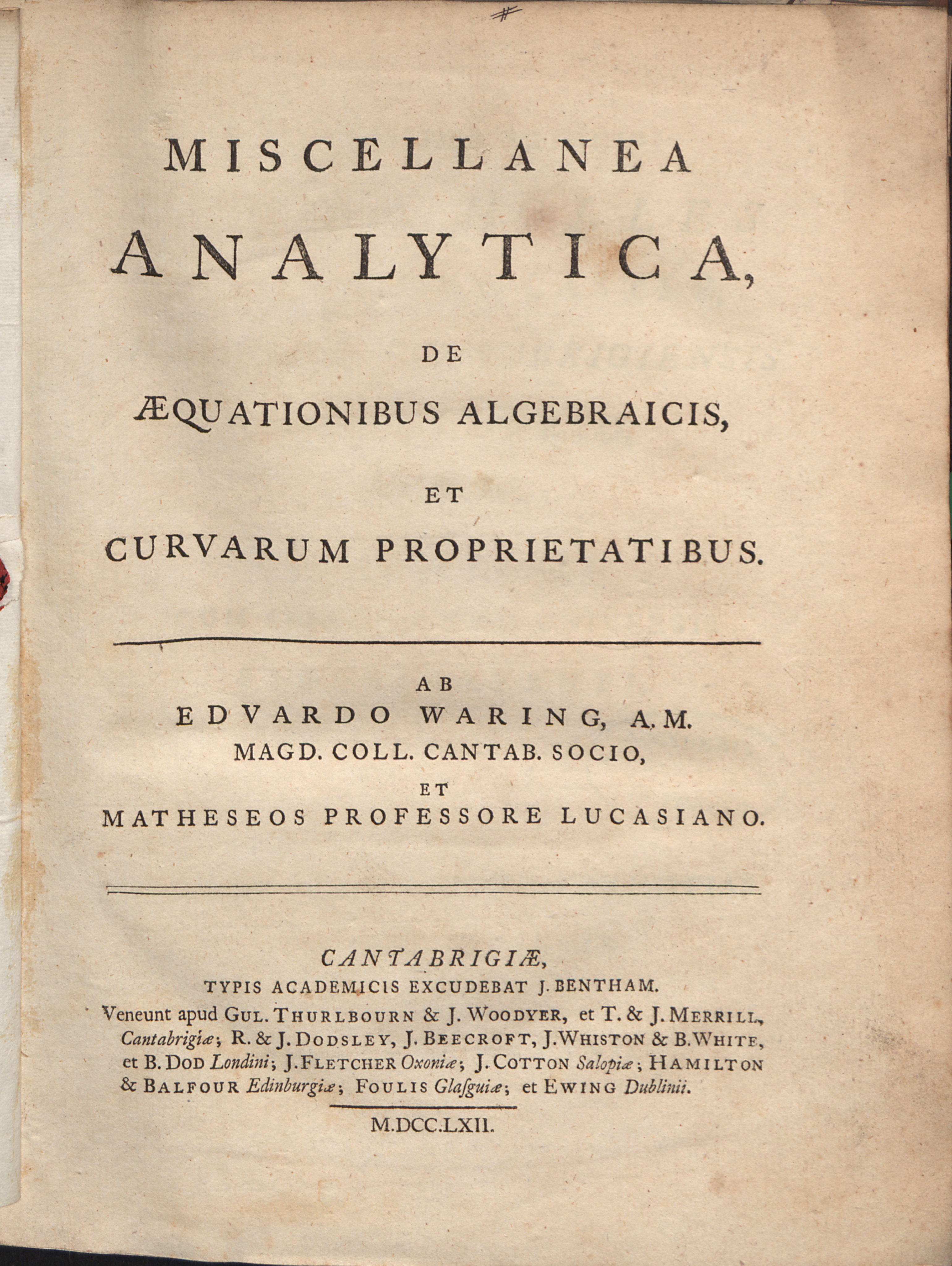
Miscellanea analytica, 1762